# 홋카이도 은행

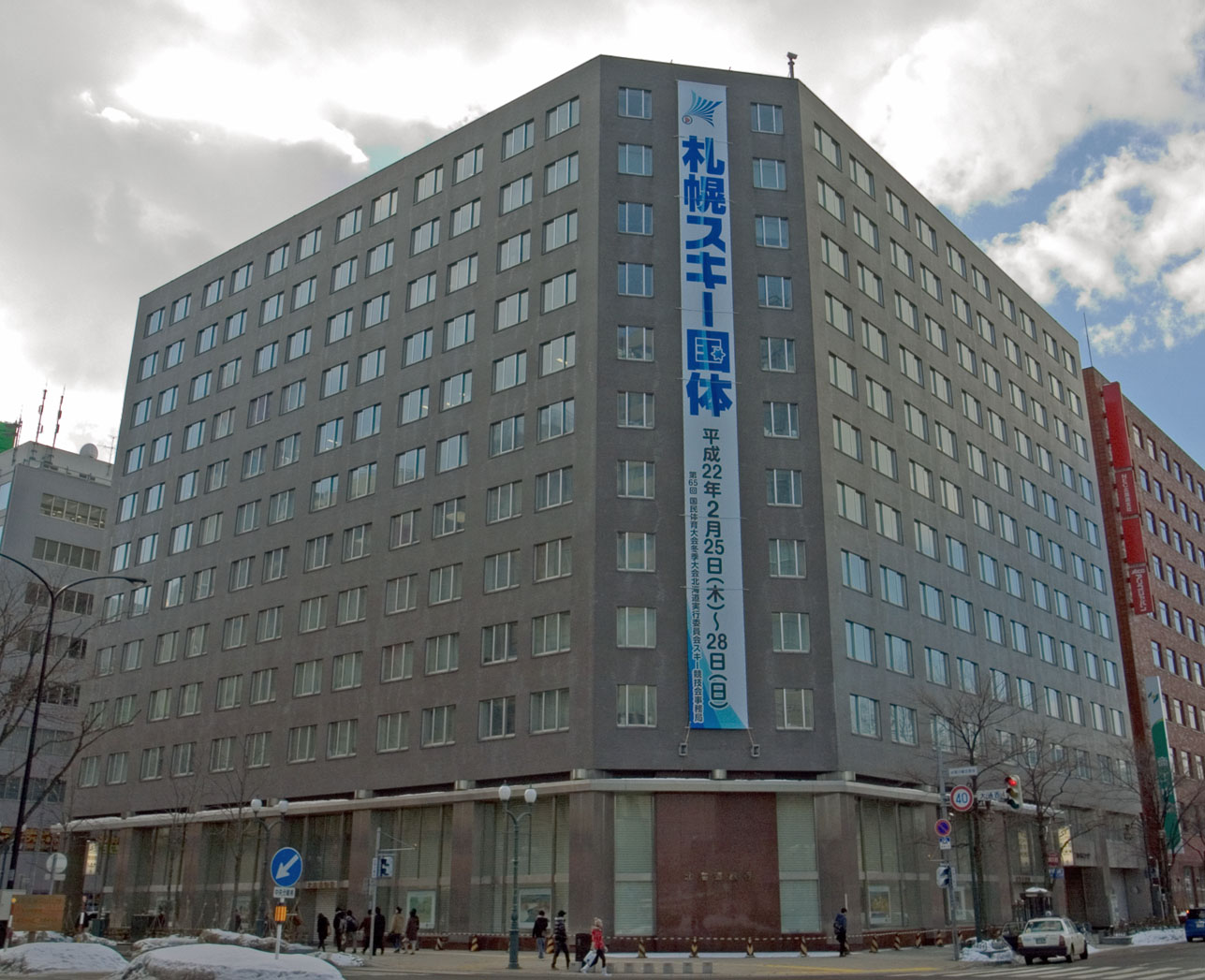

주식회사 홋카이도 은행(일본어: 株式会社北海道銀行, 영어: The Hokkaido Bank, Ltd.)은 홋카이도 삿포로시 주오구에 본사를 두고 있는 일본의 지방은행이다.
1997년에는 홋카이도 다쿠쇼쿠 은행을 합병하자는 이야기가 나왔다. 합병 후에는 '신홋카이도은행'이 될 예정이었으나, 이 이야기는 무산되었다. 하지만 다쿠쇼쿠 은행과 홋카이도 은행 모두 당시는 파탄 직전의 상태여서 합병이 해결책이 될 수 있었을는지는 의심스럽다. 결국 다쿠쇼쿠 은행은 파산했으며, 호쿠요 은행에 경영권을 양도하게 되었다.